# Salles (Hautes-Pyrénées)
Salles település Franciaországban, Hautes-Pyrénées megyében. Lakosainak száma 248 fő (2022. január 1.). Salles Saint-Pé-de-Bigorre, Asson, Arcizans-Dessus, Arras-en-Lavedan, Aucun, Ferrières, Gaillagos, Gez, Ouzous, Ségus és Sère-en-Lavedan községekkel határos.

## Népesség
A település népessége az elmúlt években az alábbi módon változott:
| Lakosok száma | 208  | 220  | 233  | 233  | 232  | 229  | 228  | 238  | 248  |
|               | 2013 | 2015 | 2016 | 2017 | 2018 | 2019 | 2020 | 2021 | 2022 |